# Walter Durth
Walter Durth (Betzdorf, 10 de janeiro de 1935 – 6 de dezembro de 2017) foi um engenheiro de tráfego e professor universitário alemão 
Trabalhou para a Administração de Construção de Estradas de Hessen a partir de 1964. A partir de 1974, dirigiu o Departamento de Autoestradas em Frankfurt am Main. Obteve seu doutorado em 1972, pela Universidade Técnica de Darmstadt, e foi professor de engenharia de estradas da mesma universidade, de 1979 a 1997. 
Escreveu obras de referência sobre planejamento, projeto e operação de estradas e se preocupou especialmente com os fatores que influenciam a segurança rodoviária. Em 1996, recebeu a insígnia de honra da Associação de Pesquisa sobre Estradas e Transportes.